# Nesma Airlines
Nesma Airlines es una compañía aérea egipcia en colaboración con una empresa de Arabia Saudita (Nesma group), con su sede central en El Cairo, Egipto. Las bases principales de operaciones de Nesma Airlines son Aeropuerto Internacional de Sharm el-Sheij/Aeropuerto Internacional de Hurghada/Aeropuerto Internacional de El Cairo.

## Operaciones
El primer vuelo comercial de Nesma Airlines tuvo lugar el 18 de julio de 2010 desde Hurghada a Liubliana y la aerolínea actualmente opera vuelos chárter uniendo los principales puntos turísticos de Egipto a Europa y Oriente Medio, principalmente con Arabia Saudita, el Reino Unido, Italia, España, Polonia y Francia.
Y tras su éxito en el mercado chárter, la aerolínea inició vuelos regulares con Arabia Saudita el 24 de junio de 2011 a Taif y Tabuk.

## Destinos
En agosto de 2011, contaba con servicios regulares desde:
- Egipto
  - Cairo - Aeropuerto Internacional de El Cairo
  - Alejandría - Aeropuerto Borg El Arab
  - Asyut - Aeropuerto Assiut

- Arabia Saudita
  - Yanbu - Aeropuerto de Yanbu
  - Qassim - Aeropuerto de Qassim
  - Taif - Aeropuerto Regional de Ta’if
  - Tabuk - Aeropuerto Regional de Tabuk
  - Jeddah - Aeropuerto de Jeddah
  - Haíl - Aeropuerto de Hail

Sin embargo la mayoría de las operaciones actuales de la compañía (en 2011) giraban en torno a los vuelos chárter desde los principales emplazamientos turísticos egipcios a los siguientes países de Europa:
- Arabia Saudita
- Francia
- Reino Unido
- Alemania
- Italia
- Polonia
- Rumania
- Eslovaquia
- Serbia
- República Checa
- Irlanda
- España

## Flota

### Flota Actual
La flota de Nesma Airlines se compone de las siguientes aeronaves en mayo de 2022:

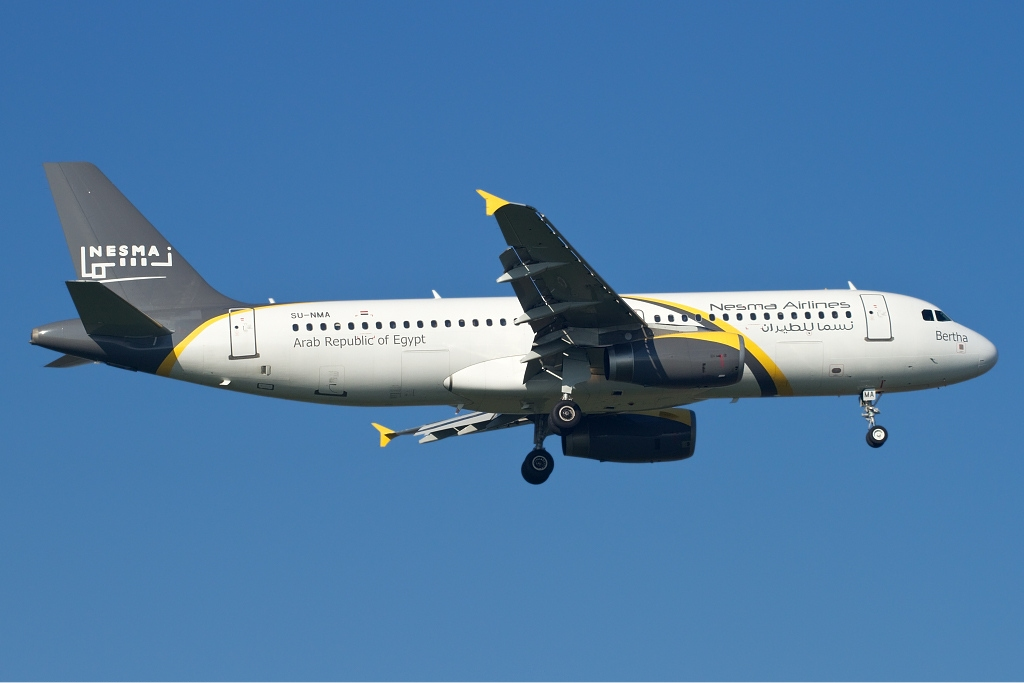
Airbus A320 de Nesma Airlines

En mayo de 2022, la media de edad de la flota de Nesma Airlines es de 20.3 años.